# Лексин
Лексин (пол. Leksyn) — село в Польщі, у гміні Бодзанув Плоцького повіту Мазовецького воєводства.
Населення — 178 осіб (2011).
У 1975-1998 роках село належало до Плоцького воєводства.

## Демографія
Демографічна структура станом на 31 березня 2011 року:
|          | Загалом | Допрацездатний вік | Працездатний вік | Постпрацездатний вік |
| -------- | ------- | ------------------ | ---------------- | -------------------- |
| Чоловіки | 95      | 18                 | 63               | 14                   |
| Жінки    | 83      | 11                 | 48               | 24                   |
| Разом    | 178     | 29                 | 111              | 38                   |